# كأس ملك إسبانيا 1971–72
كأس ملك إسبانيا 1971–72 (بالإسبانية: Copa del Generalísimo de fútbol 1971-72)‏ هو موسم من كأس ملك إسبانيا. فاز فيه أتلتيكو مدريد.